# Boarmioides
Boarmioides är ett släkte av fjärilar. Boarmioides ingår i familjen mätare.
Kladogram enligt Catalogue of Life:
| Boarmioides | \| \| Boarmioides colpias \| \| \| \| \| \| Boarmioides desertaria \| \| \| \| |
|             | \| \| Boarmioides colpias \| \| \| \| \| \| Boarmioides desertaria \| \| \| \| |
|             | Boarmioides colpias                                                            |
|             |                                                                                |
|             | Boarmioides desertaria                                                         |
|             |                                                                                |